# Szóláskeveredés
Szóláskeveredés vagy szólásvegyülés alatt azt a jelenséget értjük, amikor két, esetleg több szólás keveredik a köznyelvben. Ezt néha szélesebb körben használják, mint az eredetit. A keveredés oka lehet a hasonló jelentés vagy egy-egy közös szó. 

## Példák
Például:
- Pálcát tör felette (= elítéli) és Lándzsát tör mellette (= kiáll érte) → *Lándzsát tör felette
- Elrepült felette az idő (= megöregedett) és Megette az idő vasfoga (= megrozsdásodott, elkopott) → *Elrepült felette az idő vasfoga
- Légvárakat épít és Vágyálmokat kerget → *Légvárakat kerget[1]
- Egy gyékényen árulnak és Egy tálból cseresznyéznek → *Egy tálon árulják a cseresznyét[1]
- Nem enged a negyvennyolcból (= nem hagyja a maga igazát) és Úgy kivágja, mint a huszonegyet (= kérkedve fölmutat) → *Nem enged a huszonegyből[2]
- Túllő a célon (= túloz) és Átesik a ló másik oldalára (= túlzásba esik vagy hirtelen megváltoztatja a véleményét) → *Túllő a lovon[2]
- A kisujjában van (= kitűnően ismer) és A könyökén jön ki (= un már hallani) → *A kisujján jön ki[2]
- Vaj van a fején (= hibás, elmarasztalható, habár még nem bizonyították rá) és Van valami a füle mögött (= titkolnivalója van) → *Vaj van a füle mögött[2]
- Olyan hírek keltek szárnyra, hogy… (=hírek terjednek) és Lába kelt (= elveszett, eltűnt) → *Olyan hírek keltek lábra, hogy…[2]
- Kemény dió (= nehéz feladat) és Nehéz feladat → *Nehéz dió[3]
- Összerúgták a patkót (= összevesztek) és Rúgják a port (= táncolnak) → *Összerúgták a port[3]